# Marion Lemper-Pychlau

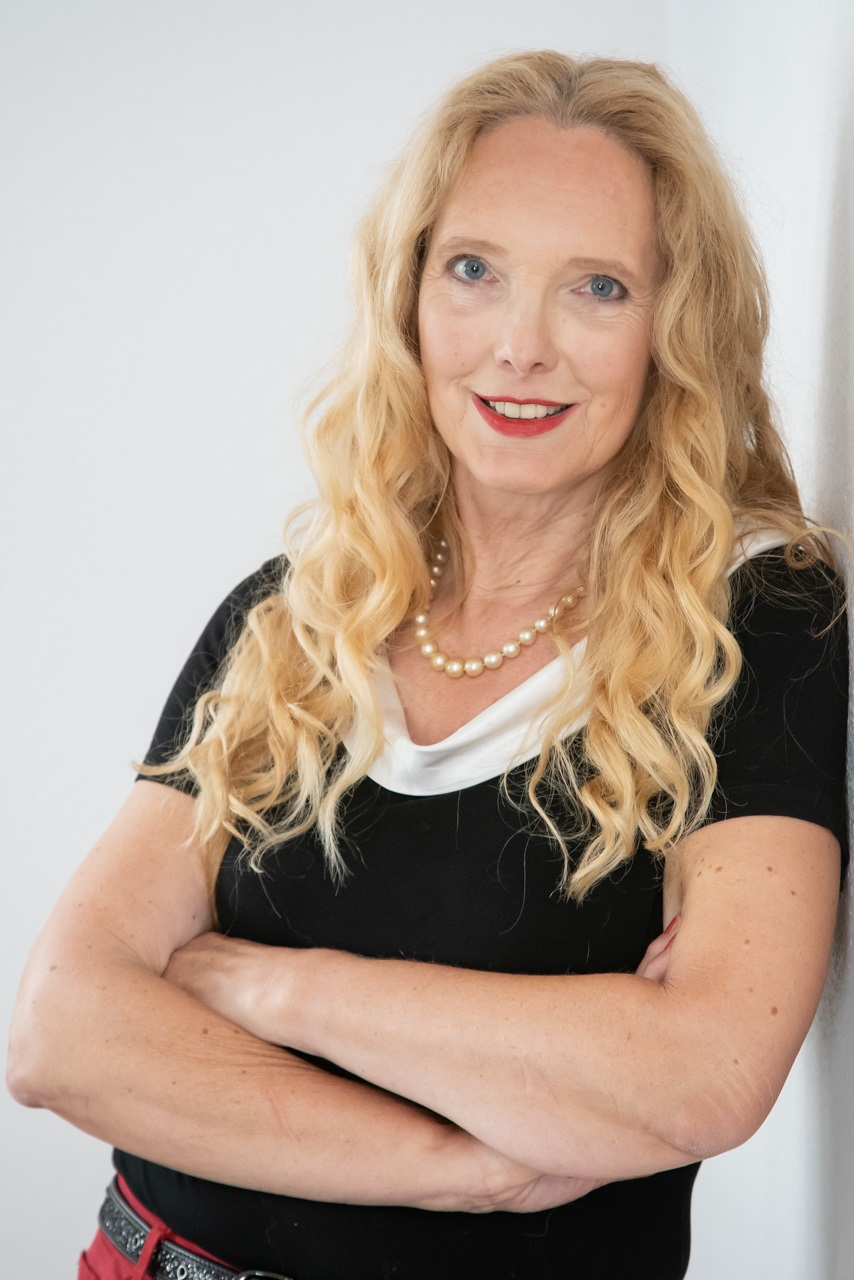
Marion Lemper-Pychlau (2014)

Marion Lemper-Pychlau (* 8. November 1958 in Dortmund) ist eine deutsche Autorin und Vortragsrednerin mit dem Themenschwerpunkt Arbeitsfreude und Motivation.

## Leben
Lemper-Pychlau studierte Psychologie in Freiburg im Breisgau und schloss mit dem Diplom ab. Sie besuchte Fortbildungen u. a. zur klientenzentrierten Gesprächstherapie (Rogers) und zum systemischen Coaching. Lemper-Pychlau begann ihre Autorentätigkeit 2002. Sie verfasste sowohl Fachartikel als auch zahlreiche Sachbücher, die teilweise als Hörbücher und E-Books erschienen. Einige wurden übersetzt. 2008 gründete sie das Institut „Winners’ Lodge“. Seit dieser Zeit tritt sie als Rednerin auf.
Marion Lemper-Pychlau wohnt in Königstein im Taunus. Sie ist verheiratet und hat vier Kinder.

## Werke (Auswahl)
- Erfolgsfaktor gesunder Stolz. Springer Gabler, Wiesbaden 2015, ISBN 978-3-658-11005-5.
- Mehr erreichen. Springer Gabler, Wiesbaden 2015, ISBN 978-3-658-05778-7.
- Eine Minute für Ihr Glück. C. H. Beck, München 2014, ISBN 978-3-406-66820-3.
- Alltagsintelligenz. Springer Gabler, Wiesbaden 2013, ISBN 978-3-658-02480-2.
- Eltern zwischen Liebe und Autorität. Wie Erziehung gelingen kann. MVG, München 2008, ISBN 978-3-636-06372-4.
- Erziehen mit natürlicher Autorität. Ohne Machtkämpfe und Druckmittel mit Kindern leben. Herder, Freiburg im Breisgau/Basel/Wien 2006, ISBN 978-3-451-05568-3.
- Führen mit natürlicher Autorität. Orell Füssli, Zürich 2005, ISBN 3-280-05138-X.
- Durch Selbstcoaching zum Erfolg. Positive Energien entwickeln. Herder, Freiburg im Breisgau/Basel/Wien 2004, ISBN 3-451-05463-9.
- Kinder brauchen Disziplin. Was Eltern tun können. Herder, Freiburg im Breisgau/Basel/Wien 2002. 4. Auflage 2007, ISBN 978-3-451-05872-1.
- Erziehen mit Gefühl. Emotionale Intelligenz fördern und einsetzen. Herder, Freiburg im Breisgau/Basel/Wien 2002, ISBN 3-451-05283-0.
- Fairness als Grundprinzip. Fachartikel in Personalführung 7/2002, S. 60–63.[1]
- Führung mit offenem Visier. Das Lernziel „Authentizität“. Fachartikel in Personalführung 12/2001, S. 20–25.[2]